# César Portela
César Portela Fernández-Jardón (Pontevedra, 1937) es un arquitecto español galardonado con el Premio Nacional de Arquitectura de España en 1999 por el edificio de la estación de autobuses de Córdoba. Además, ha recibido la Medalla de Oro de la Arquitectura 2023.

## Trayectoria

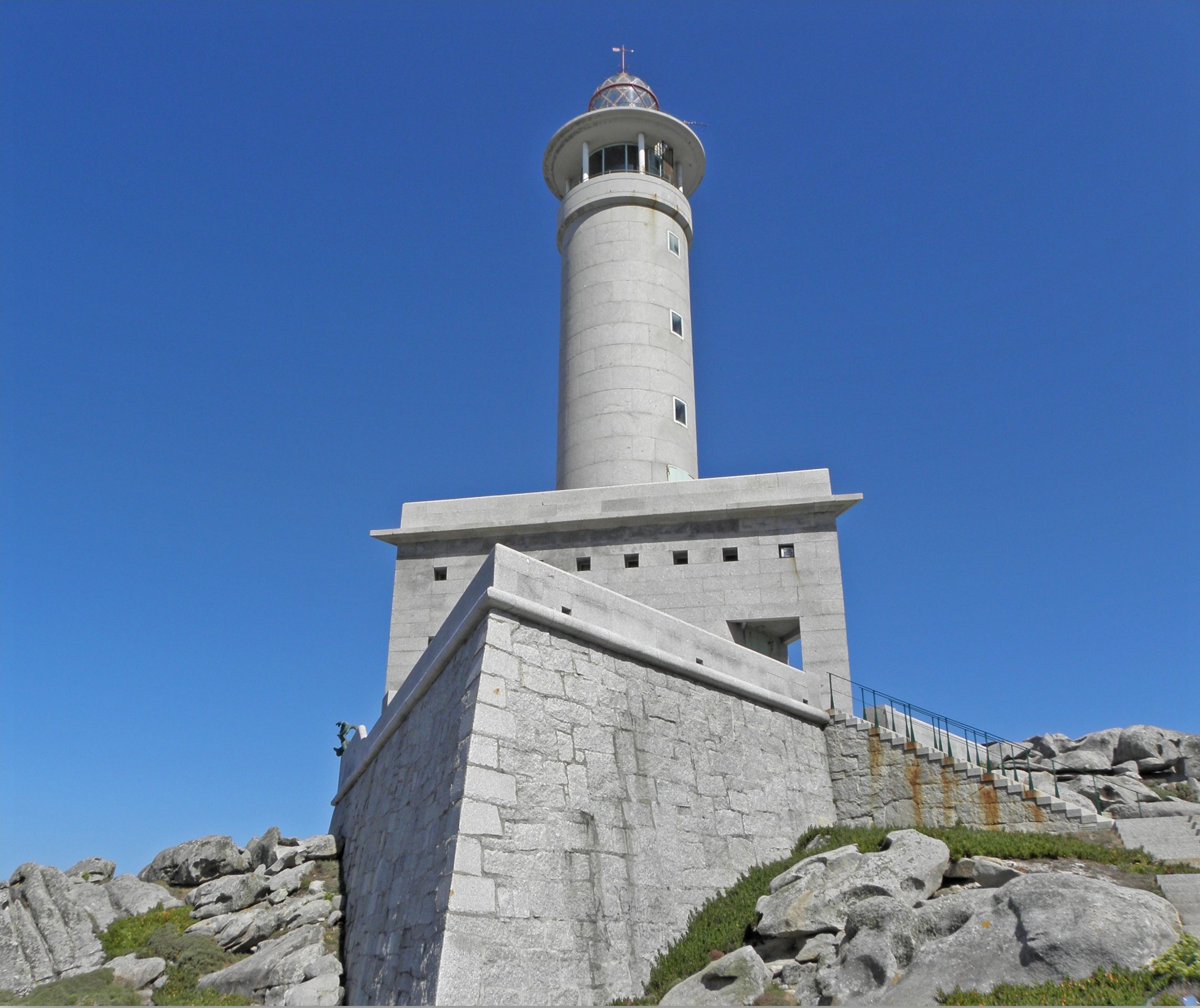
Faro de Punta Nariga

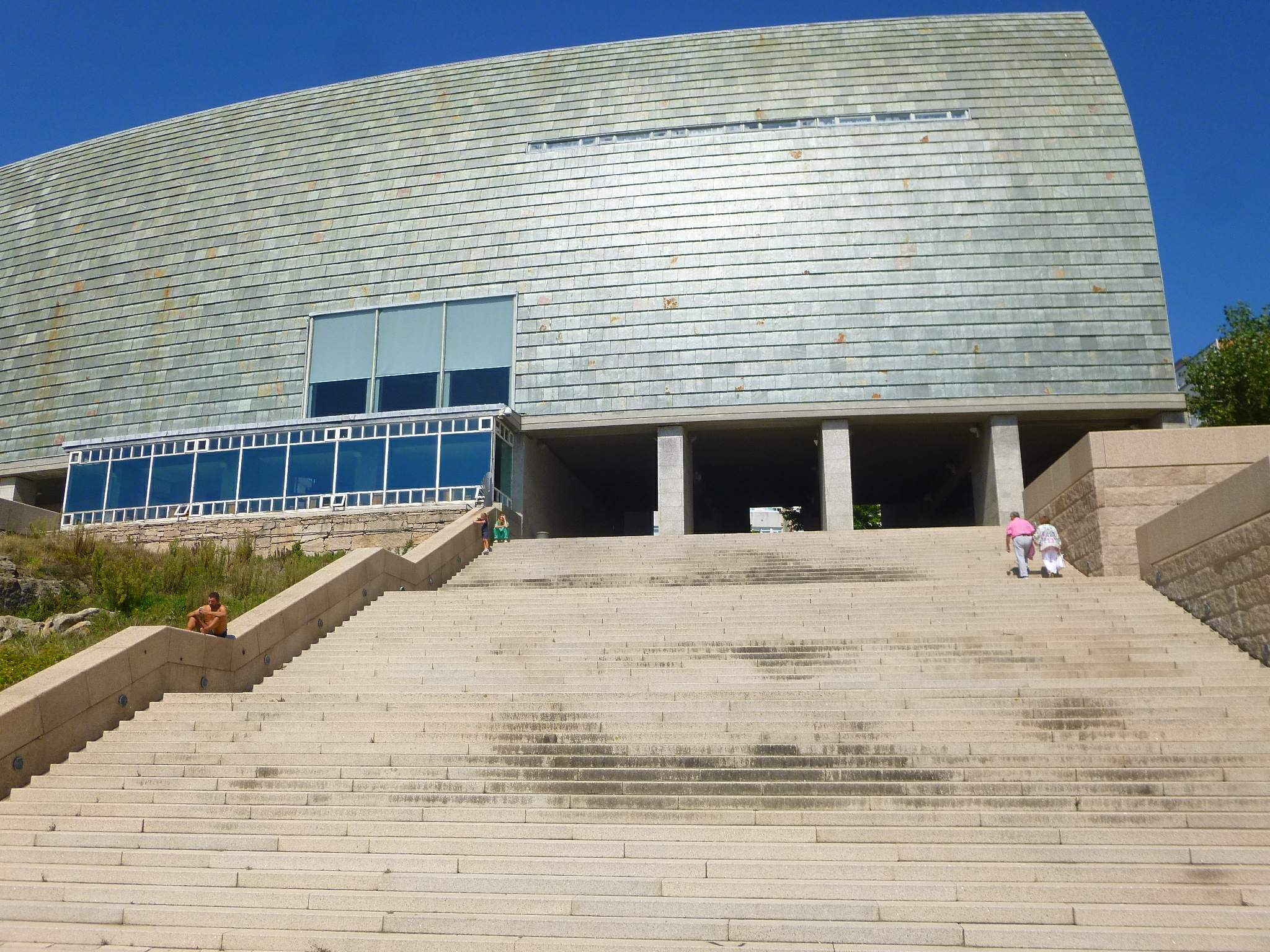
Casa do Home, La Coruña

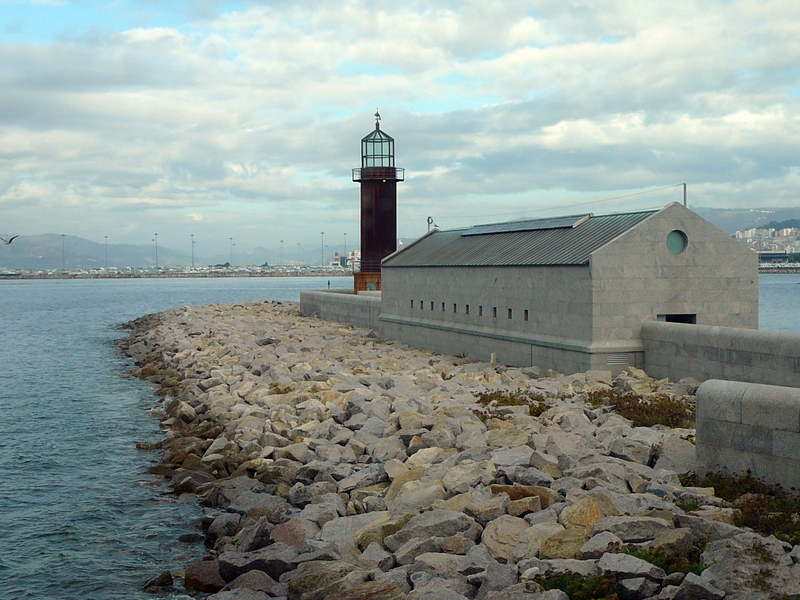
Museo del Mar, Vigo

Estudió en la Escuelas Superiores de Arquitectura de Madrid y Barcelona, licenciándose en 1966 y obteniendo el doctorado dos años después.
Trabajó en Pontevedra, Galicia, junto a quien entonces era su esposa, la arquitecta Pascuala Campos de Michelena. Mientras estuvieron casados realizaron sus obras en colaboración. Una de sus primeras obras fue la casa para el párroco de Marín (1968), un atrevido prisma de hormigón sobre pilotes anexo a una iglesia barroca. Aunque la más conocida de las obras de esos primeros años es el conjunto de viviendas para gitanos en Campañó, Poio (1971-1973), seleccionada junto a la lonja de Bueu (1971-1972) para la exposición Arquitectura y Racionalismo. Aldo Rossi + 21 Arquitectos Españoles itinerante por distintas ciudades españolas entre septiembre de 1975 y octubre de 1976 y vinculada a la revista 2C. Construcción de la Ciudad. Otras de sus obras de esa época son un bloque de viviendas en el polígono de Campolongo, Pontevedra (1973) y los ayuntamientos de Pontecesures, La Coruña (1973-1975) y Forcarei, Pontevedra (1974-1980).
Profesor invitado en numerosas universidades e instituciones de todo el mundo, entre las que cabe destacar la Escuela Superior de Arquitectura de Pamplona, Nancy, Caracas, Lisboa y Weimar, César Portela ha colaborado igualmente en la organización y diseño de diversos seminarios y talleres de arquitectura, algunos tan relevantes como el dirigido en colaboración con Aldo Rossi en Santiago de Compostela (1974), los Talleres Internacionales de Arquitectura de Nápoles, Belfort, Caracas, la IV Bienal de Arquitectura de Santander, y, más recientemente, el Seminario sobre Cultura y Naturaleza: Arquitectura y Paisaje, dependiente de la Universidad Internacional Menéndez Pelayo en la Isla de San Simón, así como la dirección, con Óscar Tenreiro, del Seminario de Arquitectura de la Universidad de Weimar.
César Portela ha recibido distinciones y honores de diversas Instituciones nacionales e internacionales, como por ejemplo miembro honorífico de la Real Academia Galega de Bellas Artes, entre otros. También ha desarrollado una extensa labor docente, ocupando en la actualidad la Cátedra de Proyectos Arquitectónicos de la E. T. S. de La Coruña.

## Selección de obras
- Facultad de Bellas Artes de Pontevedra (Pontevedra, 1993)
- Museo do Coiro Fábrica de Curtidos Familia Nogueiras (Allariz, 1993)
- Pousada Torre Lombarda (Allariz, 1994)
- Casa Vicente Romo (Redondela, 1994)
- Domus (La Coruña, 1995, junto con Arata Isozaki)
- Faro de Punta Nariga (Malpica de Bergantiños, 1995)
- Cementerio de Finisterre (La Coruña, 2002)
- Museo del Mar de Galicia (Vigo, 2002, junto con Aldo Rossi)[9][10]
- Estación de autobuses de Córdoba (Córdoba, 1999), Premio Nacional de Arquitectura de España
- Verbum Casa de las Palabras (Vigo, 2003)
- Palacio de Congresos de La Coruña (La Coruña, 2003 junto con Ricardo Bofill)
- Centro social Afundación Pontevedra (Pontevedra, 2004)
- Auditorio y Palacio de Congresos Mar de Vigo (Vigo, 2011)[11]
- Teatro Cine Fraga (Vigo, en reconstrucción)
- Ampliación del Aeropuerto de Vigo (Vigo, 2014)